# Réserve naturelle
Pour les articles homonymes, voir Réserve.

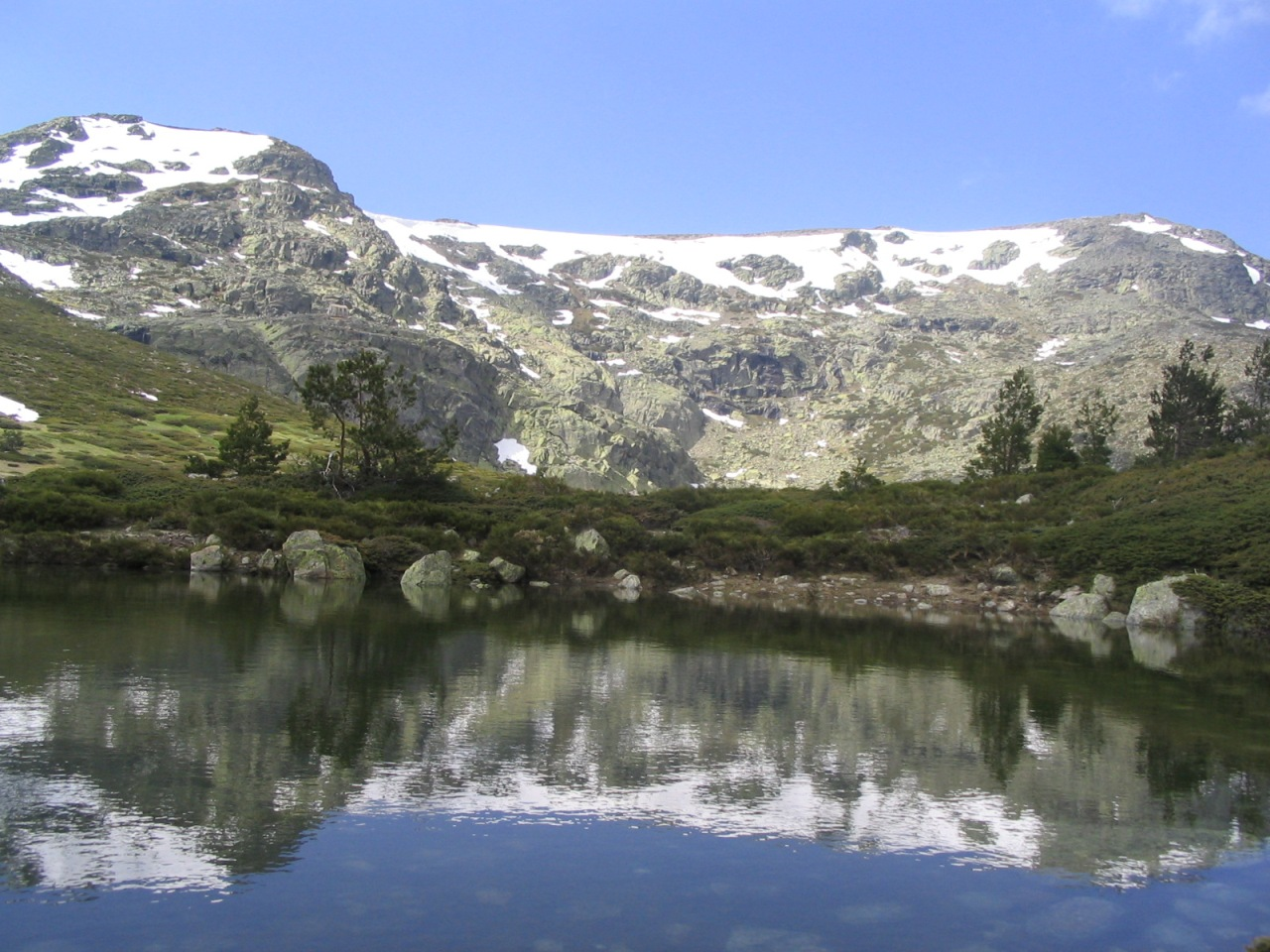
Les grandes réserves naturelles sont souvent des habitats « extrêmes », oligotrophes ou peu accessibles, qui ont pu être achetés ou protégés parce que n'intéressant ni l'industrie du bois, ni l'agriculture et l'élevage. Ils abritent néanmoins souvent des espèces rares ou « remarquables » et des paysages sources d'aménités car à haut degré de naturalité. (Ici : cirque de Peñalara, se réfléchissant dans le petit lac d'altitude (2005 m) qui alimente, avec une vingtaine d'autres petits lacs, la réserve naturelle de Peñalara (Espagne)).

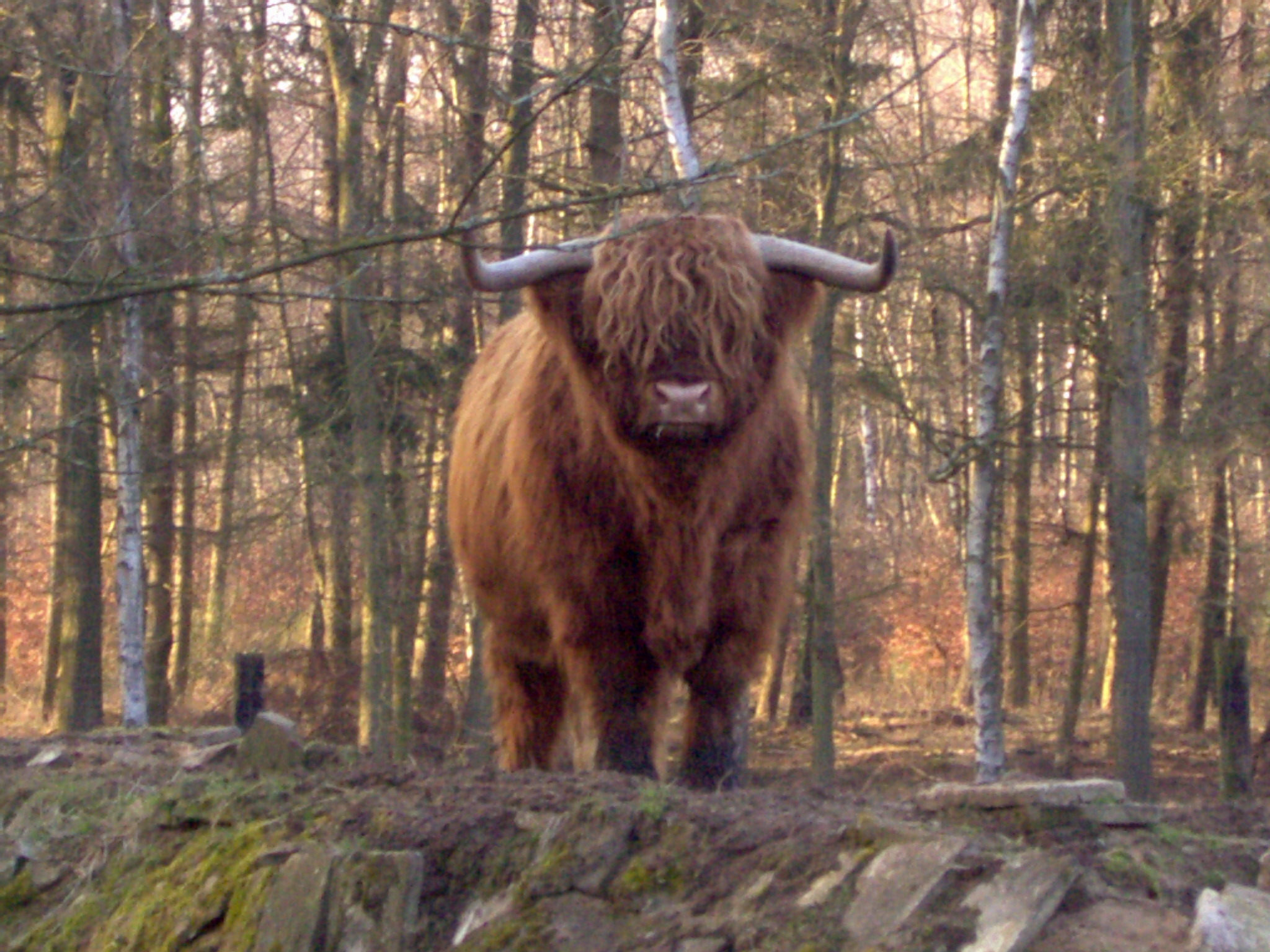
Les réserves naturelles ne sont pas que des habitats protégés. En raison d'une profonde modification (anthropique) du contexte écopaysager, faute de corridors biologiques, et parce que la superficie des réserves est souvent modeste, ce sont aussi des milieux gérés par l'homme, souvent avec l'aide d'animaux (ici par exemple, avec une espèce rustique de bovin (Highland cattle qui est utilisée par le gestionnaire pour l'entretien de milieux ouverts favorables à la biodiversité) utilisés en « substitut » à certaines fonctions écologiques autrefois assurées par les grands herbivores disparus (bisons, aurochs, tarpan, cerf, élans, rennes, etc.)).

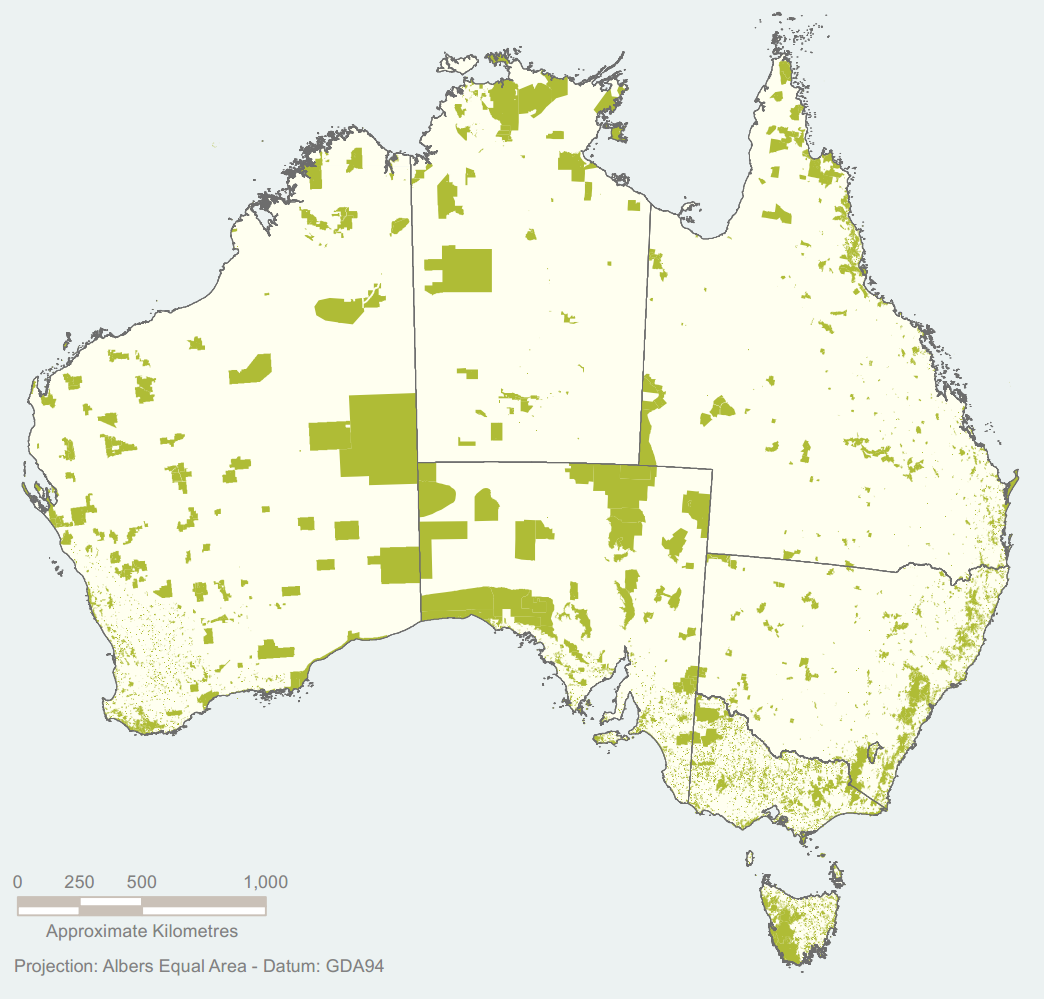
Localisation des réserves nationales d'Australie (réserves du Commonwealth, des États, des territoires contrôlés, des terres autochtones et les réserves gérées par des ONG ainsi que des écosystèmes protégés par les agriculteurs sur leurs terres, soit en 2013 plus de 9700 aires protégées sur 103 millions d'hectares). La taille et le type de « pattern » des réserves varient beaucoup selon les régions.

Une réserve naturelle (ou réserve écologique, réserve biologique…) est un type d'aire protégée, plus ou moins intégralement, par un règlement et divers procédures et moyens physiques et de surveillance :
- de manière volontaire, c'est-à-dire sur l'initiative de son propriétaire (privé ou public), ou à la suite d'une mesure imposée par un État ou une collectivité ;
- pour préserver et gérer des ressources naturelles remarquables ou menacées. Il peut s'agir :
  - d'espèces vivantes animales et végétales, ou d'habitats patrimoniaux,
  - d'un état potentiel qu'on cherche à restaurer,
  - de minéraux, de fossiles (ex. : « réserves géologiques » en France[3]),
  - de paysages exceptionnels, à haute « naturalité » ou porteurs d'information sur l'histoire de l'humanité.
- pouvant inclure des activités traditionnelles de populations autochtones, si elles sont compatibles avec les objectifs ci-dessus (et s'il ne s'agit pas d'une « réserve naturelle intégrale »)…

Une réserve naturelle peut avoir une importance locale, régionale ou nationale. Cette importance n'est pas nécessairement liée à sa superficie.
Le classement d'une zone en réserve naturelle vise généralement à soustraire le milieu aux impacts directs d'activités humaines susceptibles de dégrader le milieu ou porter atteinte aux espèces (pollution volontaire ou non, incendie criminel, exploitation, chasse, etc.). Parfois, le gestionnaire cherche aussi via un « plan de gestion » à limiter des phénomènes plus ou moins naturels tels qu'incendies, comblement naturel d'un lac, fermeture naturelle d'une pelouse sèche, etc.
Les réserves naturelles sont un des outils de protection des milieux naturels. Elles sont complémentaires d'autres formes de protection tels que les parcs nationaux, les parcs régionaux, le Conservatoire du littoral.
Une réserve naturelle peut également être reconnue réserve de biosphère par l'Unesco, comme la réserve naturelle du Baïkal en Russie.
Il existe des réserves sous-marines, rurales voire urbaines, et des parcs naturels marins.
François Terrasson a souvent dans ses conférences et ses ouvrages insisté sur le paradoxe intrinsèque de ce concept. Une réserve ne peut pas être « naturelle ». Cette dénomination est une sorte de « double lien », source de dissonance cognitive pour le grand public. C'est aussi une source de malaise pour nombre de naturalistes et gestionnaires (qui savent que la nature est justement pour beaucoup, ce qui ne se gère pas mais qui s'auto-entretient). Sans nier leur utilité (comme conservatoire provisoire), il a dénoncé le fait qu'elles ne désignaient pas ce qu'elles étaient en réalité et servaient souvent de paravent quand elles ne cautionnaient pas une large destruction de la nature autour des aires protégées.

## Historique
Le concept de réserve naturelle remonte à l'Antiquité. Le pharaon Akhenaton érige la première réserve naturelle en 1 370 avant J. C. L'empereur indien Ashoka édicte dès le IIIe siècle av. J.-C. le premier édit protégeant différentes espèces d'animaux sauvages, créant une sorte de refuge faunique (en),.
Le naturaliste et un explorateur britannique Charles Waterton est crédité du rôle de fondateur de la première réserve naturelle au monde dans son sens moderne en transformant en 1821 sa propriété de Walton Hall dans le Yorkshire de l'Ouest, en réserve de gibier et de la vie sauvage protégée par un mur de trois kilomètres de long.
En France, l'artiste Théodore Rousseau, inquiet de l'industrialisation galopante, obtint le classement d'une partie de la forêt de Fontainebleau en "réserve artistique" en 1853, officialisé en 1861, protégeant ainsi faune et plantes.

## Typologie internationale
Chaque pays introduit dans sa réglementation la notion de réserve (naturelle, biologique, etc.) selon ses propres termes et avec ses propres contraintes. Il existe deux notions internationales dépassant les différences locales.

### Réserve naturelle intégrale
La notion de réserve naturelle intégrale est la catégorie de la typologie d'aires protégée définie par l'UICN offrant le plus haut niveau de protection (Ia). Le niveau suivant (Ib) correspond aux « zones de nature sauvage ».
Selon la définition de l'UICN, il s'agit d'aires protégées créées et gérées à des fins de recherche ou pour protéger de grandes surfaces d'espaces naturels non anthropisés. Leur fonction principale est de préserver la biodiversité et de servir de zone de référence aux suivis écologiques. Leur usage et leur accès sont strictement contrôlés.
Cette classification définie par l'UICN fait rentrer dans des catégories les aires protégées définies par ailleurs dans chaque États. Une réserve naturelle intégrale peut donc porter une autre dénomination au niveau local.

### Réserve de biosphère
Une Réserve de biosphère est un territoire désigné dans le cadre du programme scientifique intergouvernemental Man and Biosphère de l'UNESCO. Ce programme concilie la conservation de la biodiversité et le développement durable.

## Fonctions

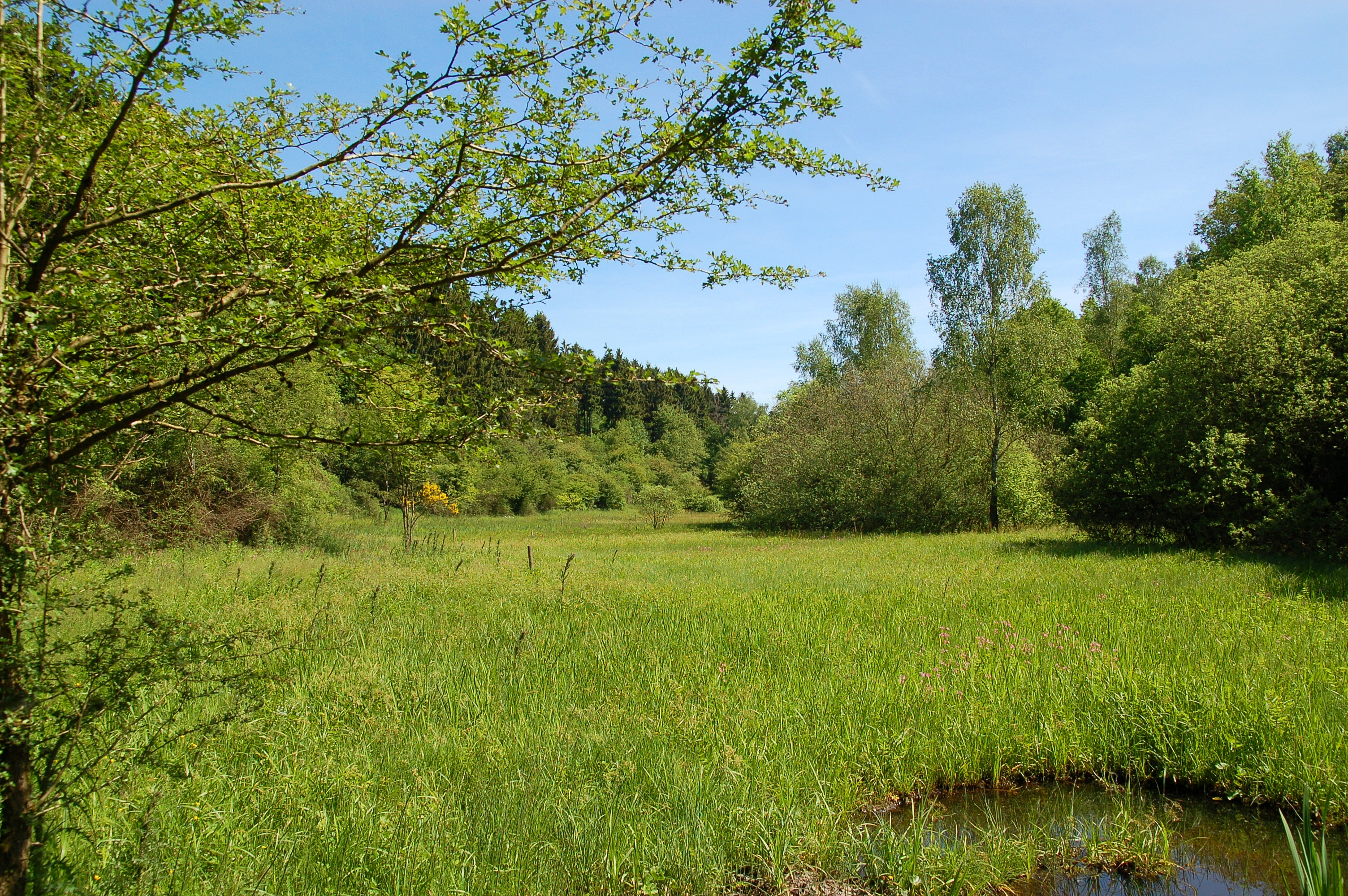
Les réserves naturelles permettent de préserver des milieux particuliers (ici ; une zone humide alluviale, dans la réserve de Marie Mouchon, d'un grand intérêt également pour la protection de la ressource en eau, et en tant qu'élément d'un corridor écologique alluvial.

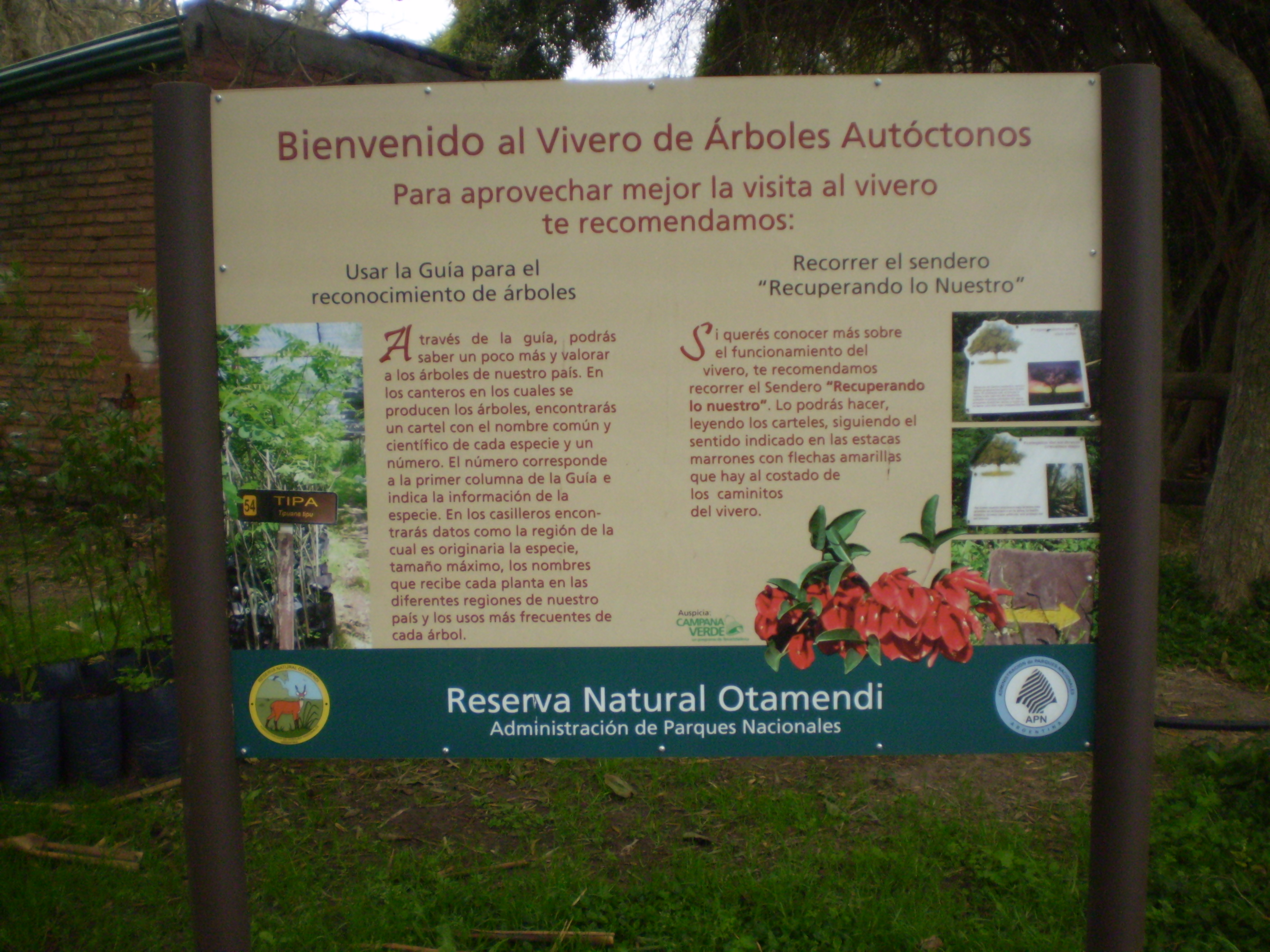
Les réserves naturelles sont aussi des conservatoires d'espèces, des lieux de recherche et de pédagogie à l'environnement.

Les réserves outre une fonction de protection directe d'habitats et d'espèces, ont des fonctions pédagogiques et sont souvent des lieux de recherche, voire d'expérimentation (par exemple de modes de gestion restaurateur ou conservateur).
Il existe dans certains pays dont en France des réserves de chasse (théoriquement obligatoires sur les territoires des ACCA où le gibier est censé pouvoir se reproduire).
Elles ont parfois fonction de mesure compensatoire à la suite de travaux ayant détruit des ressources environnementales.
Elles sont enfin souvent des zones nodales importantes pour la connectivité écopaysagère et le fonctionnement des réseaux écologiques. Certaines espèces vulnérables à la fois à la pollution lumineuse et à d'autres facteurs de régression de la biodiversité, y trouvent un dernier refuge.

## Réserves linéaires de bord d'infrastructures linéaires
RNR peut aussi signifier Réserve naturelle routière. Dans divers pays - faute de milieux facilement disponibles - on développe en effet aussi des réserves naturelles le long d'infrastructures linéaires (autoroutes, routes, canaux, voies ferrées) qui ont souvent aussi fonction de corridor biologique.
Ces réserves, malgré leurs limites (environnement souvent pollué par la circulation, zones très exposées au roadkill et au dérangement et à la pollution lumineuse..) présentent un intérêt pour la flore. Elles peuvent faire partie des mesures conservatoires ou compensatoires qui visent à limiter les dégâts environnementaux des transports.
Elles incluent souvent un fossé ou un talus qui ont souvent aussi des fonctions connexion écologique, en tant que corridor biologique, naturel ou de substitution.
C'est un concept (« Roadside nature reserves ») qui s'est notamment diffusé au Royaume-Uni dans les années 1990-2000. Dans le Kent par exemple, le projet a été initié en 1994 pour identifier, protéger et gérer les bermes routières potentiellement importantes pour abriter certaines espèces du comté (faune notamment). Un « officier de bords de routes » (Road Verge Agent), avec l'aide d'une équipe dédiée de gardes volontaires, gère désormais de 130 réserves naturelles routière (RNRs), sur environ 55 milles (Chiffre juin 2008). Ces réserves incluent des habitats rares ou menacées (bois anciens, pelouse calcaire, lande…). En l'absence d'engrais et de pesticides, avec des fauches avec exportation ces milieux sont par exemple favorables à certaines orchidées (dont Aceras anthropophorum ou différentes orchis.
Quand ils sont bien conçus, notamment pour y limiter la pollution et le roadkill, ils peuvent aider certaines espèces menacées à survivre (blaireau, reptiles, amphibiens…). Ils peuvent aussi être connectés à de petits écoducs permettant à la faune de passer sous la route à partir de ces mini-corridors biologiques.
Signalétique : ces réserves naturelles routières sont souvent signalées, par exemple dans le Kent, par des panneaux avec un papillon bleu à chaque extrémité. Dans le Kent, le comté (Kent County Council) les encourage et les finance alors que le Kent Wildlife Trust les gères ou les propose). Ils font l'objet d'une gestion plus écologique (fauche tardive, absence de pesticides, zones refuges, etc.).

## Effets de seuils
Pour des raisons de coût du foncier, ou en raison de la densité de population humaine nombre de réserves naturelles sont petites et n'atteignent pas le seuil de surface nécessaires à la protection de toutes les espèces qu'elles abritent – pour les vertébrés notamment – ce pourquoi certains écologues appellent, pour les forêts notamment à la création de « mégaréserves naturelles » comme il commence à en exister en mer ou à l'image de certains grands parcs naturels, réellement protégées, déjà suggérées en 2005 par C. Peres) « pour éviter une nouvelle vague d'extinction globale ».
Alors que la cartographie mondiale des menaces les plus graves pour la biodiversité se précise, potentiellement au profit d'une amélioration des stratégies de conservation les modélisations de l’écologie théorique prédisaient une diminution aggravée de la biodiversité là où les habitats se raréfient, perdent de la surface et sont fragmentés par l'Homme, avec un risque encore accru quand ils ne comptent plus que pour 10 à 30 % du paysage originel,,. Mais en 2016 une étude montre qu'en forêt tropicale la biodiversité est mieux conservée quand le dérangement humain est minimal (le dérangement peut y doubler la perte de biodiversité liée à la déforestation, ce qui plaiderait pour des réserves intégrales) puis en 2017, une autre étude montre que le recul mondial de la forêt naturelle érode de manière « disproportionnée » la biodiversité, plaidant pour une protection fortement accrue des dernière forêts et paysages intacts du monde, faute de quoi 121 à 219 espèces de vertébrés s'ajouteront en 20 ans à la liste rouge UICN des espèces menacées, car partout où le couvert forestier recule, les risques qu’une espèce soit classée comme menacée, qu’elle figure dans une catégorie de menace plus élevée et qu'elle présente des populations en déclin augmentent « considérablement », de manière proportionnellement aggravée (« disproportionné ») dans des paysages relativement intacts des hot-spots de biodiversité tropicale que sont les immenses massifs forestiers tropicaux de Bornéo, d'Amazonie centrale et forêt du bassin du Congo. Des mégaréserves, conjointement à une politique de remaillage écologique (trame verte) pourraient limiter l'anthropisation du monde et donc la dette d'extinction, ; or en 2017, seules 17,9 % de ces trois zones citées ci-dessus sont actuellement formellement protégées et moins de la moitié (8,9 %) ont une protection stricte.

## Dans le monde

### Réserves naturelles par pays

#### En Belgique
La Belgique définit des réserves naturelles domaniales, réserves naturelles agréées et des réserves forestières.

#### En France
La France définit des réserves naturelles nationales, réserves naturelles régionales, mais également des réserves biologiques et des réserves de chasse et de faune sauvage. L'association pour la protection des animaux sauvages (ASPAS) crée des « réserves de vie sauvage » qui n'ont aucune reconnaissance dans le droit français.

#### En Norvège
- Réserve naturelle d'Apoteket